# Sasha Roiz
Sasha Roiz  do hebraico סשה רויז (Jaffa, Israel, 21 de outubro de 1973) é um ator canadense-americano muito conhecido por suas interpretações personificadas do capitão Sean Renard na série americana Grimm e pelo papel de Sam Adama na série de ficção científica Caprica.

## Biografia

### Juventude
Roiz nasceu em Jafa uma das mais antiga cidade portuária do mundo, hoje denominada Tel Aviv em Israel, seus pais eram judeus russos.
Em 1980 ele mudou com sua família para Montreal no Canadá, lá estudou história antes de se interessar por representações. Quando o interesse em atuar surgiu ele ingressou em uma escola de teatro em Montreal e mais tarde, estudou e se formou na Guildford School of Acting na Inglaterra.

## Carreira
Ele interpretou em várias séries de dramas, entre as quais estão: CSI: Miami, House, NCIS, The Mentalist, Lie to Me e Terminator: The Sarah Connor Chronicles. Roiz ainda teve papel recorrente na série Warehouse 13 como Marcus Diamond.
Em 2008, ele conseguiu o papel de Sam Adama em Caprica, um spin-off da Battlestar Galactica. Seu personagem é um executor de Tauron que trabalha para o sindicato do crime Ha'la'tha em Caprica. Sam frequentemente fica cara a cara com seu irmão advogado Joseph Adama, interpretado por Esai Morales. Seu personagem também é tio de William Adama e em 28 de abril de 2009, seu papel foi expandido como regular na série. Ele afirmou em uma entrevista que mais tarde foi revelado a ele que seu personagem seria de fato gay, algo que ele sentiu ser uma oportunidade de explorar a relação dinâmica de um personagem gay em um cenário de ficção científica, bem como explorar a questão de homossexualidade em um nível social.
Em 2012, ele estrelou a segunda temporada da série de comédia romântica Husbands com roteiro de Jane Espenson.
E no ano de 2014, ele retratou Marcus Proculus no drama histórico Pompéia.
Em 24 de março de 2014, Sasha Roiz estava entre os membros do elenco de Grimm que receberam um distintivo honorário do Departamento de Polícia de Portland .
De maio a junho de 2015, Sasha esteve no palco junto com Silas Weir Mitchell e Lisa Datz na peça Three Days of Rain no Portland Center Stage.
Ele se tornou cidadão americano em 18 de agosto de 2016.
De 2011 a 2017, Roiz tornou-se personagem da série Grimm, um drama policial sobrenatural, produzido pela Universal subsidiária da NBCUniversal, permanecendo no elenco regular por todas as 6 temporadas do programa.

## Filmografia

### Filmes
| Ano  | Título                 | Papel                      | Nota |
| ---- | ---------------------- | -------------------------- | ---- |
| 2004 | The Day After Tomorrow | Parker                     |      |
| 2005 | Assault on Precinct 13 | Jason Elias                |      |
| 2005 | Land of the Dead       | Manolete                   |      |
| 2006 | 16 Blocks              | Detetive Kaller            |      |
| 2006 | Man of the Year        | Donald Tilson              |      |
| 2010 | Unthinkable            | Interrogador Lubitchich    |      |
| 2012 | Extracted              | Tom                        |      |
| 2014 | Pompeii                | Marcus Proculus            |      |
| 2020 | Superman: Red Son      | Hal Jordan / Green Lantern | Voz  |

### Televisão
| Ano       | Título                                  | Papel                                     | Nota |
| --------- | --------------------------------------- | ----------------------------------------- | --- |
| 2001      | Largo Winch                             | Sergei                                    | Episódio: "Endgame"                                                                                             |
| 2003      | Playmakers                              | Stephen Lyles                             | 6 episódios |
| 2003      | Mutant X                                | Nathaniel                                 | Episódio: "Wasteland"                                                                                           |
| 2004      | Missing                                 | Randall Markham                           | Episódio: "In the Midnight Hour"                                                                                |
| 2004      | Kevin Hill                              | Nick Bratt                                | Episódio: "Gods and Monsters"                                                                                   |
| 2005      | Tilt                                    | Blake                                     | Episódios: "Gentleman Jim" "Nobody Ever Listens"                                                                |
| 2005      | Show Me Yours                           | Chazz Banks                               | 8 Episódios |
| 2005      | Beautiful People                        | Sr. Tabor                                 | Episódios: "Pilot" "Point and Shoot" "Reload" "Photo Finish"                                                    |
| 2006      | G-spot                                  | Jackson                                   | Episódios: "Aquaman" "Lucky"                                                                                    |
| 2006      | The Jane Show                           | Ted                                       | Episódios: "Thursday Night Rules" "Close Friends"                                                               |
| 2006      | The Path to 9/11                        | Nick Demoia                               | TV mini-series                                                                                                  |
| 2007      | Jeff Ltd.                               | Taylor Bloom                              | Episódios: "In the End You Get What You Deserve" "Body by Jeff" "Nightmare on Stevens Street" "The Manipulator" |
| 2007      | NCIS                                    | Agente do NCIS, Rick Hall                 | Episódio: "Grace Period"                                                                                        |
| 2007      | CSI: Miami                              | Darren Butler                             | Episódio: "Guerillas in the Mist"                                                                               |
| 2007      | Across the River to Motor City          | Ben Ford                                  | Series regular                                                                                                  |
| 2008      | Terminator: The Sarah Connor Chronicles | Policial                                  | Episódio: "Gnothi Seauton"                                                                                      |
| 2008      | Victor                                  | Alex Baumann                              | TV movie about late Canadian swimmer Victor Davis                                                               |
| 2009      | Lie to Me                               | Capitão David Markov                      | Episódio: "A Perfect Score"                                                                                     |
| 2009      | The Mentalist                           | Keith Wolcutt                             | Episódio: "Crimson Casanova"                                                                                    |
| 2010      | In Plain Sight                          | Anton Ivanov                              | Episódio: "Love's Faber Lost"                                                                                   |
| 2010      | CSI: Crime Scene Investigation          | Danny Macklin                             | Episódio: "Pool Shark"                                                                                          |
| 2010      | Caprica                                 | Sam Adama                                 | Series regular                                                                                                  |
| 2011      | House                                   | Driscoll                                  | Episódio: "Carrot or Stick"                                                                                     |
| 2011      | Castle                                  | Bobby Stark                               | Episódio: "Pretty Dead"                                                                                         |
| 2011      | Warehouse 13                            | Marcus Diamond                            | 7 Episódios |
| 2011      | It's Always Sunny in Philadelphia       | Adriano Calvanese                         | Episódios: "The High School Reunion" "The High School Reunion Part 2: The Gang's Revenge"                       |
| 2011–2017 | Grimm                                   | Capitão Sean Renard                       | Series regular                                                                                                  |
| 2012      | Husbands                                | Photog                                    | Episódio: "Appropriate Is Not the Word"                                                                         |
| 2017–2018 | Salvation                               | Presidente Monroe Bennett                 | |
| 2018      | Taken                                   | Maximilian Silver                         | Episódio: "All About Eve"                                                                                       |
| 2019      | Lucifer                                 | Marechal dos Estados Unidos Luke Reynolds | Episódio: "Everything's Okay"                                                                                   |
| 2019      | Suits                                   | Thomas Kessler                            | 6 Episódios |
| 2020      | 9-1-1                                   | Detetive Lou Ransone                      | 2 Episódios |
| 2020      | The Order                               | Rogwan                                    | Episódio: "Fear Itself, Part 2"                                                                                 |

### Jogos eletrônicos
| Ano  | Título           | Papel                           | Nota |
| ---- | ---------------- | ------------------------------- | ---- |
| 2009 | The Godfather II | Don Esteban Almeida             | Voz  |
| 2009 | Wolfenstein      | Pavel Cherny/Black Market Agent | Voz  |